# Lista siturilor arheologice din județul Bistrița-Năsăud - L
Lista siturilor arheologice din județul Bistrița-Năsăud - L conține toate siturile arheologice din județul Bistrița-Năsăud înscrise în Repertoriul Arheologic Național (RAN) și aflate în localități al căror nume începe cu litera L. RAN este administrat de Ministerul Culturii și Patrimoniului Național și cuprinde date științifice, cartografice, topografice, imagini și planuri, precum și orice alte informații privitoare la zonele cu potențial arheologic, studiate sau nu, încă existente sau dispărute.
Puteți căuta un sit din localitățile care încep cu litera L folosind formularul de mai jos sau puteți naviga prin toate siturile din județ la Lista siturilor arheologice din județul Bistrița-Năsăud.
| Cod RAN                                  | Denumire | Localitate                               | Adresă     | Datare                       | Descoperit | Coordonate | Imagine           | Erori            |
| ---------------------------------------- | --- | ---------------------------------------- | ---------- | ---------------------------- | ---------- | ---------- | ----------------- | ---------------- |
| 33444.01 (Cod LMI: BN-I-s-B-01359)       | Așezarea din epoca bronzului de la Lechința - "Poderei" (Categorie: locuire civilă) (Tip: așezare)                      | sat Lechința, comuna Lechința            | Poderei    |                              |            |            | Încărcați imagine | Raportați eroare |
| 33444.01.01 (Cod LMI: BN-I-s-B-01359)    | Așezarea din epoca bronzului de la Lechința - "Poderei" / ansamblu anonim (Categorie: locuire civilă) (Tip: Așezare)    | sat Lechința, comuna Lechința            | Poderei    |                              |            |            | Încărcați imagine | Raportați eroare |
| 33444.02.01 (Cod LMI: BN-I-m-B-01360.02) | Așezarea din epoca bronzului de la Lechința - "La Savinca" / ansamblu anonim (Categorie: locuire civilă) (Tip: Așezare) | sat Lechința, comuna Lechința            | La Savinca |                              |            |            | Încărcați imagine | Raportați eroare |
| 33444.03.01                              | Situl arheologic de la Lechința - "La livadă" / ansamblu anonim (Categorie: locuire civilă) (Tip: Așezare)              | sat Lechința, comuna Lechința            | La livadă  |                              |            |            | Încărcați imagine | Raportați eroare |
| 33444.03.02                              | Situl arheologic de la Lechința - "La livadă" / ansamblu anonim (Categorie: locuire civilă) (Tip: Așezare)              | sat Lechința, comuna Lechința            | La livadă  | sec. VII - IX                |            |            | Încărcați imagine | Raportați eroare |
| 33550.01.01 (Cod LMI: BN-I-s-A-01361)    | Castrul de la Livezile - "Poderei" / ansamblu anonim (Categorie: locuire militară) (Tip: Castru)                        | sat Livezile, comuna Livezile            | Poderei    | romană sec. II - III p. Chr. |            |            | Încărcați imagine | Raportați eroare |
| 33550.02.01 (Cod LMI: BN-I-s-B-01362)    | Așezarea Wietenberg de la Livezile - "Răcislog" / ansamblu anonim (Categorie: locuire civilă) (Tip: Așezare)            | sat Livezile, comuna Livezile            | Răcislog   | Wietenberg                   |            |            | Încărcați imagine | Raportați eroare |
| 32571.01                                 | Topor neolitic de la Lușca (Categorie: descoperire izolată) (Tip: obiect izolat)                                        | localitate componentă Lușca, oraș Năsăud |            |                              |            |            | Încărcați imagine | Raportați eroare |
| 34878.01                                 | Topor eneolitic la Lunca (Categorie: descoperire izolată) (Tip: obiect izolat)                                          | sat Lunca, comuna Șieuț                  |            |                              |            |            | Încărcați imagine | Raportați eroare |
| 33550.03                                 | Obiecte neo-eneolitice la Livezile- Pe Cruci (Categorie: descoperire izolată) (Tip: obiect izolat)                      | sat Livezile, comuna Livezile            | Pe Cruci   |                              |            |            | Încărcați imagine | Raportați eroare |